# Estivale Open Air
L'Estivale Open Air est un festival de musique en plein air organisé à Estavayer-le-Lac (commune d'Estavayer), dans le canton de Fribourg, en Suisse. La première édition a eu lieu en 1991.
Ce festival propose des musiques de tous genres : rock, reggae, hip-hop, rap, pop, électro... Il se déroule généralement des 4 à 6 derniers jours de juillet jusqu'au 1er août.

## Festival

### Description

#### Deux scènes
Le site comprend deux scènes. La plus grande accueille les groupes les plus célèbres tandis que la petite scène, la Scène du Lac, permet à des groupes suisses de se faire connaître. Cependant, elle reçoit également de plus en plus des groupes internationaux en pleine ascension. La Scène du Lac a donc un aspect découverte. Depuis 2022, celle-ci est sur pilotis, directement dans l'eau du lac de Neuchâtel, permettant un important gain de place pour les spectateurs.

#### Développement
En 1990, un groupe de jeunes d'Estavayer-le-Lac a créé et organisé ce festival jusqu'en 1993. Puis, un Comité d'organisation a été constitué pour prendre le relais.
En 2009, une structure de 2 niveaux pour les VIP sur 250 m2 est installée pour la première fois, juste en face de la grande scène. Cette 19e édition voit arriver 15,000 spectateurs, ce qui permet au festival de rentrer dans ses comptes.
En 2016, le site s'agrandit : la capacité d'accueil passe de 4,500 à 8,500 personnes. De plus, le festival offre de nouveaux accès et de nouveaux stands. En effet, un stand de recharge a été construit pour permettre aux festivaliers de recharger gratuitement leurs téléphones portables grâce aux panneaux photovoltaïques. En augmentant sa capacité d'accueil, le festival a vu arriver 25,000 spectateurs durant les 4 soirées, soit 16,000 entrées payantes vendues.
En 2017, pour la première fois, le festival propose une soirée supplémentaire appelée L'Intervalle, le 31 juillet, pour faire le lien entre les 3 soirées payantes et la fête nationale.
En 2023, le festival accueille plus de 32,000 visiteurs en quatre jours, pour trois soirées à guichets fermés : un record. L'Estivale annonce également un partenariat avec le festival jurassien du Chant du Gros, qui a lieu chaque année début septembre au Noirmont.

### Chiffres
Le festival compte 25,000 visiteurs, 35,000 m2 de superficie, 19 stands, 600 bénévoles et 43 containers.
En 2017, le budget est de 1,5 million de francs. La vente de 16,000 entrées payantes est attendue pour le rembourser.

#### Aide publique et sponsors
Estavayer, la banque Raiffeisen, et la loterie Romande sont les 3 principaux partenaires.

## Pratique

### Localisation
Le festival a lieu sur une presqu'île, sur la place Nova-Friburgo, au bord du lac de Neuchâtel, dans la ville d'Estavayer-le-Lac, ancienne commune rattachée à Estavayer.

### Circulation et accès
Le site du festival est accessible par les bus navettes faisant le lien entre le festival et la gare d'Estavayer-le-Lac. Des navettes font également le déplacement entre les parkings et le site. De plus, plusieurs lignes de bus passent par Estavayer-le-Lac. Traverser le lac de Neuchâtel pour arriver à Estavayer est également possible par bateau. Il existe des parkings à vélo près du festival.

### Hébergement
La ville comprend 2 campings et 3 hôtels à proximité du festival.

### Restauration
De nombreux stands sont implantés dans le festival.

### Difficultés
L'Estivale a connu des collisions de date avec d'autres festivals. En effet, en 2007, ses dates se chevauchaient avec celles du Paléo Festival à Nyon. Afin d'éviter cela, et une plus forte concurrence, l'Estivale a commencé, au lieu de finir, le 1er août, sous les feux d'artifice.
De plus, en 2012, l'Estivale, programmé du 1er au 4 août, a connu le même problème avec le festival Rock Oz'Arènes d'Avenches. L'Estivale s'est donc déroulé les 27, 28, 29 juillet et le 1er août. Cependant, en 2013, le Rock Oz'Arènes, initialement programmé du 31 juillet au 3 août, a eu lieu du 14 au 17 août. 2016 a également expérimenté un chevauchement : Rock Oz, pour sa 25e édition, a décidé d'organiser une soirée supplémentaire le 1er août ; soit le dernier jour de l'Estivale.

## Éditions
| Édition | Dates                                           | Bilan | Artistes |
| ------- | ----------------------------------------------- | --- | --- |
| 32      | du 31 juillet au 3 août 2024                    | | Patrick Bruel, Kaaris, Freeze Corleone, Louane, La Fève, Slimka, Dionysos, Fonky Family... |
| 31      | du 26 au 29 juillet 2023                        | | Ziak, Hamza, Lomepal, PLK, Lorenzo, MC Solaar, Claudio Capéo, Axelle Red, Gotthard, Mairo... |
| 30      | du 27 au 30 juillet 2022                        | | Gazo, Koba LaD, Niska, Leto, Dinos... |
|         | du 29 au 31 juillet 2021                        | Edition réduite et renommée pour l'occasion "WarmUp by Estivale Open Air", l'édition a attiré 3 500 spectateurs      | Cali, Sophie de Quay, Caravane Mango, La Gustav, Fire Cult, Dirty Deep, The JB, Di-Meh, Slimka, KT Gorique, Danitsa, Kenzy, Makala, Comme1Flocon, 777 Christos, Lakna, Santo, Millyrose. Skip The Use, Lore, Forest Pooky, The Irradiates                                                         |
|         | du 29 juillet au 1er aout 2020                  | Edition annulée à la suite du COVID,                                                                                 | |
| 29      | du 31 juillet au 3 août 2019                    | | Last Train, The Hives, The Offspring, Hocus Pocus, Georgio, Orelsan, Bernard Lavillierrs, Julien Clerc, Pascal Obispo, Disiz, Romeo Elvis, Petit Biscuit |
| 28      | du 27 juillet au 1er août 2018[réf. incomplète] | 40 000 spectateurs, Record de fréquentation                                                                          | Beth Ditto, Patrick Fiori, Vianney, Louane, Kyo, Niska, Sofiane, Vald, Ayo, LP, Svinkels, ALB, Les Negresses Vertes, Arcadian, David Hallyday, Booba, Christophe Willem, James Gruntz, Amoure, Lola Marsh, Groundation, Daara J, Okinawa, Paul Plexi, Josman, Fufanu, Death by Chocolate          |
| 27      | du 28 juillet au 1er août 2017                  | 30 000 spectateurs                                                                                                   | Asaf Avidian, Patti Smith, IAM, K's Choice, Milky Chance, Pihpoh, Anna Kova, John Dear, Olivia Ruiz, Amir, Bastian Baker, Mark Kelly, Tété, Jack Savoretti, Maître Gims, GiedRé, Wintershome, Moon Night Jam, Get in the Car Simone, Fensta, Forest Pooky, Lucille Crew, Ida Mae[réf. nécessaire] |
| 26      | du 29 juillet au 1er août 2016                  | 25,000 spectateurs, 16,000 entrées vendues.                                                                          | Ms. Lauryn Hill, Lo & Leduc, Skip The Use, C2C, Nada Surf, La Rue Kétanou, Henri Dès, Kery James, Caravan Palace, Todos Destinos, Elvett, The Treatles, The Young Gods, The Animan, ZAZ |
| 25      | du 30 juillet au 2 août 2015                    | 20,000 festivaliers sur les 4 soirées. 10 000 entrées vendues.                                                       | Mika, Cats on Trees, Julien Doré, Cali, Kadebostany, Talisco, Jo Mettraux, Earth Wind & Fire feat Al McKay, Louis Bertignac, DJ Idem, Les Petits chanteurs à la gueule de bois, Larytta |
| 24      | du 31 juillet au 3 août 2014                    | entre 7,000 et 7,500 billets vendus. 15,000 festivaliers sur 4 jours. Léger déficit.                                 | La soirée du 31 juillet était consacrée au hip-hop. Pascal Obispo, James Arthur, Rambling Wheels, Method Man & Redman, Dirty Sound Magnet, As Animals |
| 23      | du 31 juillet au 3 août 2013                    | entre 8,000 et 8,500 entrées vendues.                                                                                | 21 concerts ont été programmés pour cette édition. Lilly Wood and The Prick, Kill it Kid, Garou (qui a fait amené 4 000 spectateurs, affichant complet à la vente de billets.), Alex Hepburn, Saule, 77 Bombay Street, Eiffel.                                                                    |
| 22      | du 27 juillet au 1er août 2012                  | plus de 6,000 entrées vendues. Ce résultat a permis au festival d'éponger ses dettes.                                | Texas, Julien Doré, Irma, Selah Sue, Catherine Ringer, Carrousel, Alice, Tyago, Dead Bunny... |
| 21      | du 29 juillet au 1er août 2011                  | environ 4,000 entrées vendues.                                                                                       | Gaëtan Roussel, Gérard de Palmas, Sinsemilia, Belleruche |
| 20      | du 28 juillet au 1er août 2010                  | Bilan mitigé. Le budget était de 900,000 francs. La fréquentation déçoit avec moins que les 6 500 entrées attendues. | Shaka Ponk, Jacques Higelin, Moonraisers, Good Charlotte, Raphaël, Luke, Les Wampas, Yodélice, Inna Modja |
| 19      | du 29 juillet au 1er août 2009                  | 15,000 spectateurs.                                                                                                  | |
| 18      | du 30 juillet au 2 août 2008                    | | Matmatah, Stress, Arno... |
| 17      | du 1 er au 4 août 2007                          | | Julien Clerc, Tété, Morcheeba, Infadels, Burning Spear, The Answer, Rose, Riké... |
| 16      | du 28 juillet au 1er août 2006                  | | Toni Fortunato |
| 15      | du 28 juillet au 1er août 2005                  | | Sinsemilia, Saïan Supa Crew, Uriah Heep, Apocalyptica, Fishbone, Kent, Samael... |
| 14      | du 29 juillet au 1er août 2004                  | | |
| 13      | en 2003                                         | | Boarding Pass |
| 12      | en 2002                                         | | |
| 11      | en 2001                                         | | |
| 10      | en 2000                                         | | |
| 9       | en 1999                                         | | |
| 8       | en 1998                                         | | |
| 7       | en 1997                                         | | |
| 6       | en 1996                                         | | |
| 5       | en 1995                                         | | |
| 4       | du 4 au 6 août 1994                             | | Soulution (Alessandra et Fred Vonlanthen), Coventry (anciennement The Specials), Fish |
| 3       | en 1993                                         | | |
| 2       | en 1992                                         | | |
| 1       | en 1991                                         | | |